# Ehrharta erecta
Ehrharta erecta és una espècie de plantes, del gènere Ehrharta de la família de les poàcies, ordre de les poals, subclasse de les commelínides, classe de les liliòpsides, divisió dels magnoliofitins.
Ehrharta erecta és nativa a Sud-àfrica i el Iemen. És una espècie invasiva documentada als Estats Units, Nova Zelanda, Austràlia, sud d'Europa, i la Xina.
És una espècie perenne, es pot reproduir per llavor i per reproducció en vegativa. Sol mesurar de 30 a 50 centímetres d'alt, encara que pot arribar dos metres d'alçada.
L'espècie s'ha utilitzat per a farratge i en la restauració ecològica, com estabilització de dunes. Tanmateix ha esdevingut espècie invasora en moltes àrees.